# فتاة الأزهار
فتاة الأزهار هي أنثى شابة تنثر بتلات الأزهار في الممر أثناء موكب الزفاف.

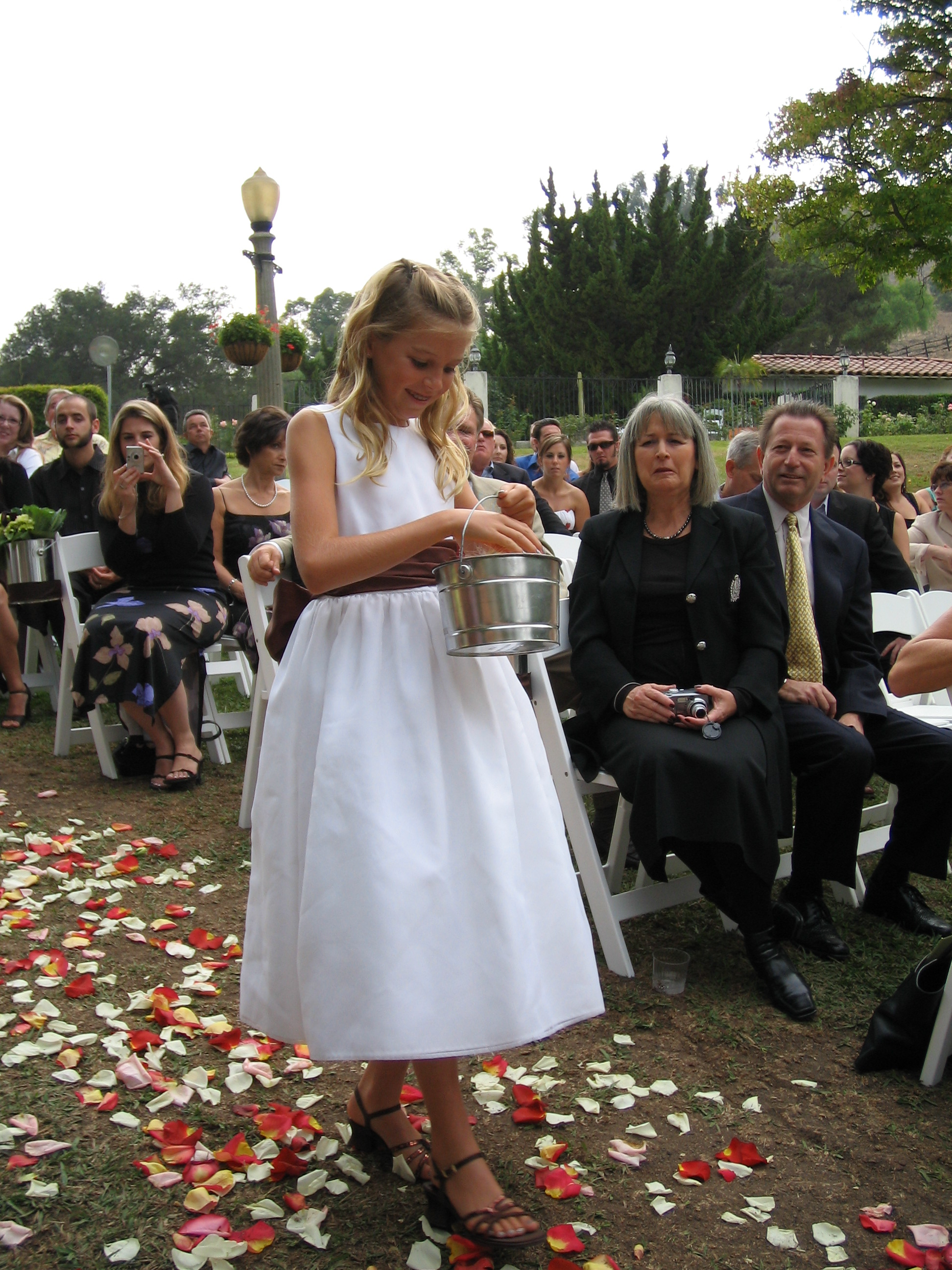
فتاة الأزهار في زفاف